# St.-Marien-Kirche (Larnaka)

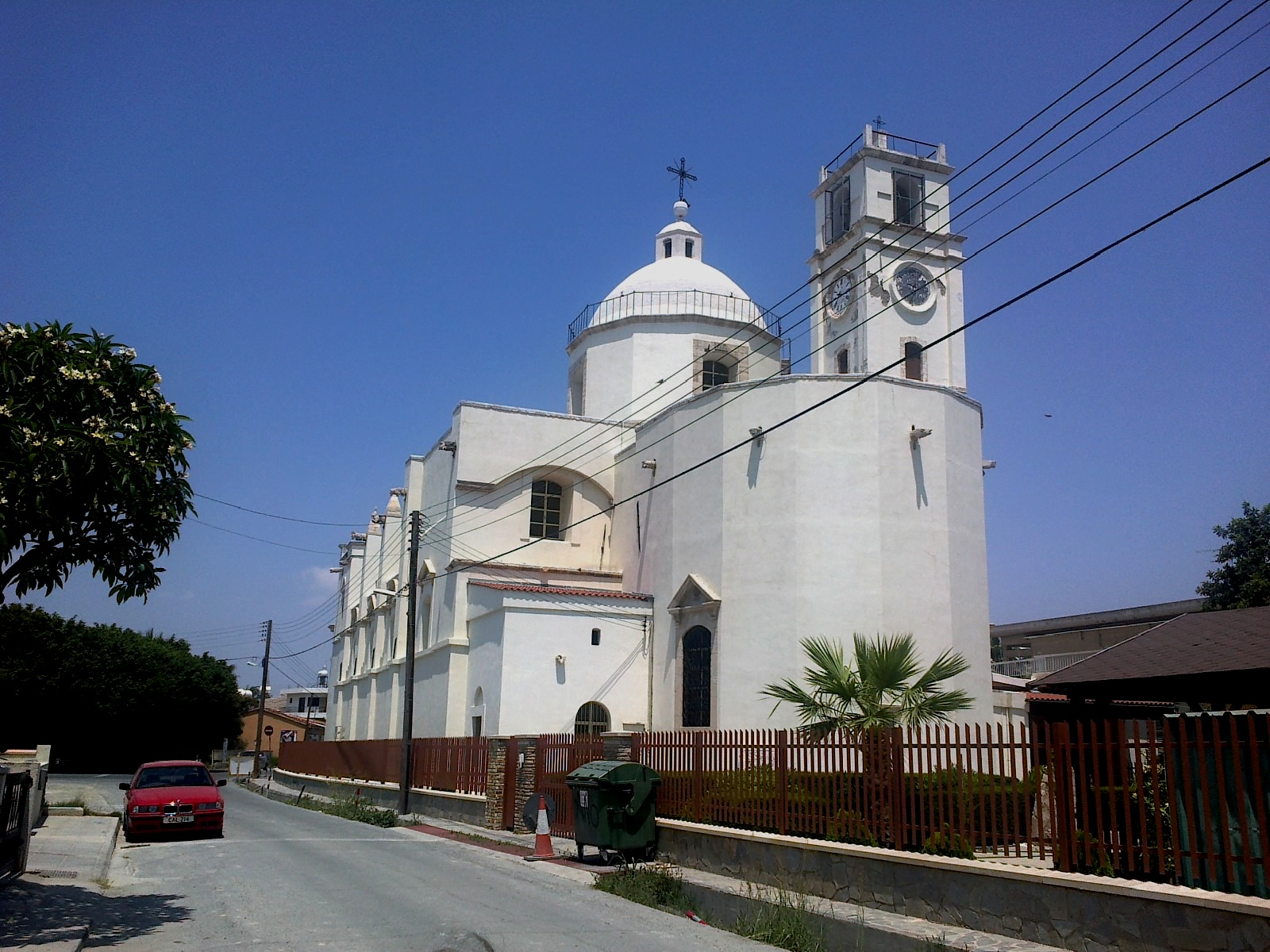
St.-Marien-Kirche (2014)

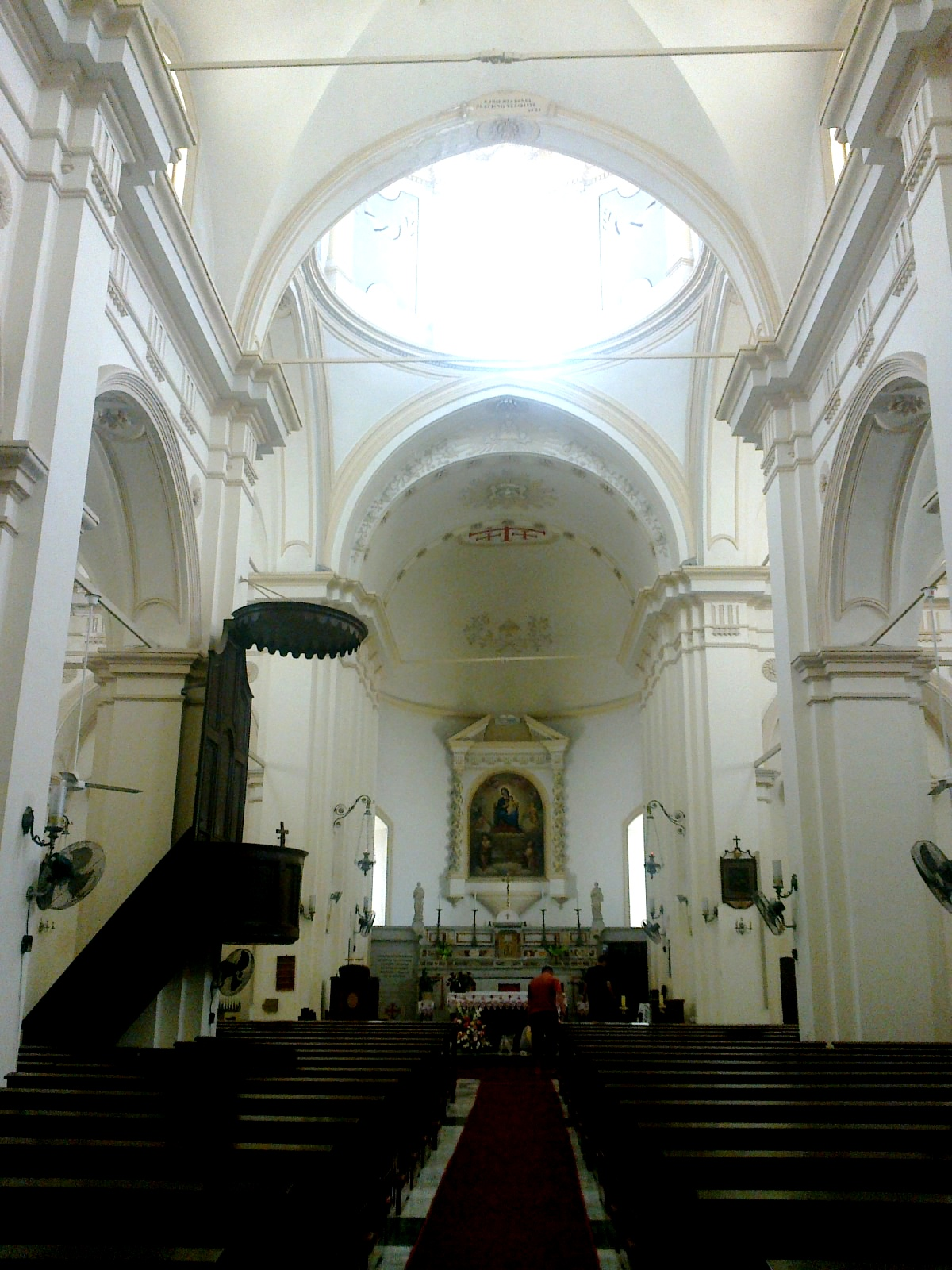
Innenraum der St.-Marien-Kirche (2014)

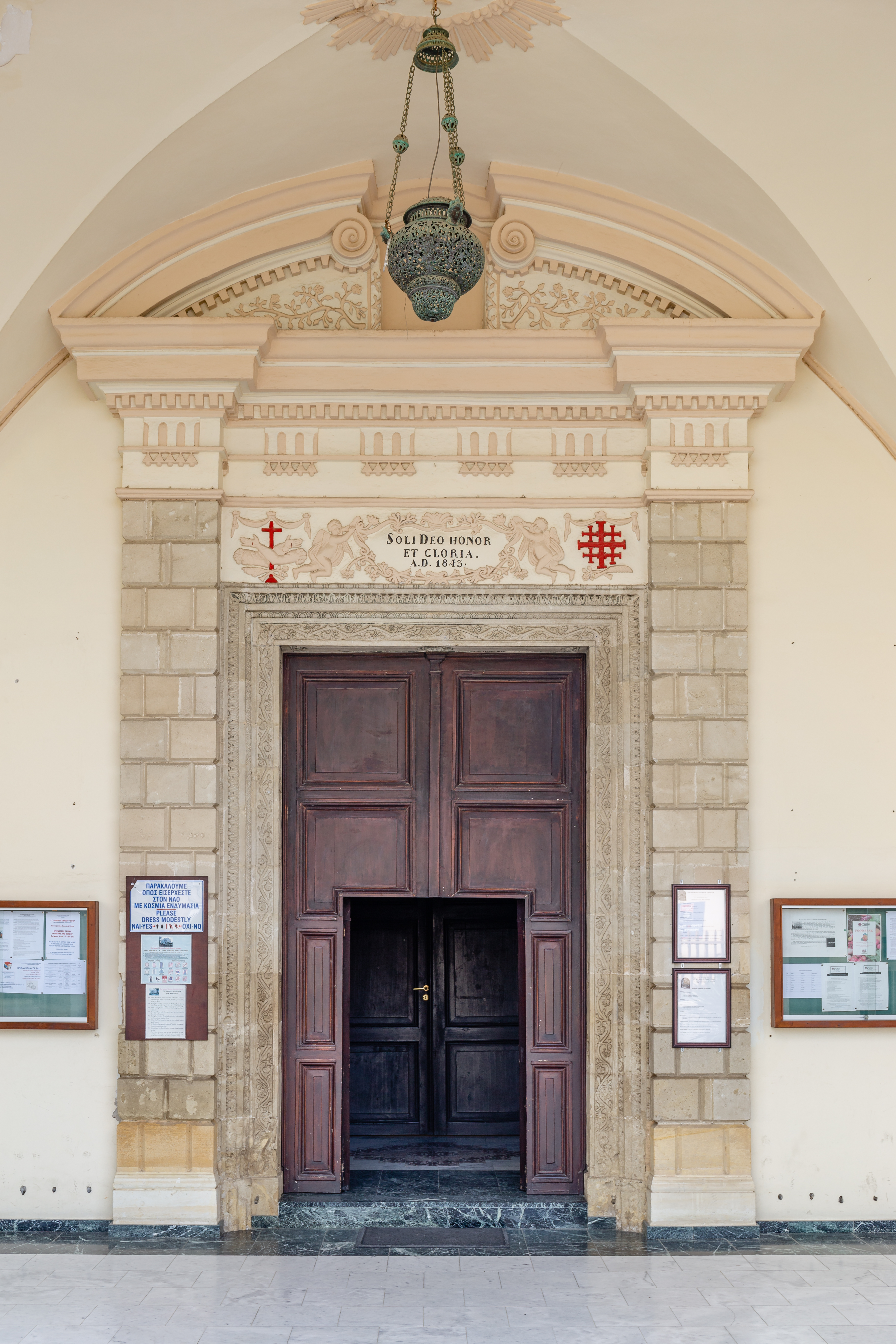
Eingangsportal der St.-Marien-Kirche (2019)

Die St.-Marien-Kirche, auch Katholische Kirche Unserer Lieben Frau von den Gnaden oder Terra Santa Our Lady of Grace Catholic Church, ist eine römisch-katholische Kirche in Larnaka auf Zypern.
Die Franziskaner sind seit 1593 in Larnaka ansässig; der heutige Kirchenbau ist der dritte in einer Reihe von drei Bauten, die an derselben Stelle errichtet wurden. Die Grundstein zu dieser dritten Kirche wurde am 10. Juli 1842 gelegt und am 8. Dezember 1848 durch Pater Bernardino Trionfetti OFM Obs., dem Kustos des Heiligen Landes, offiziell und feierlich geweiht. Die Fassade wurde erst 1993 fertiggestellt.
Die Kirche gehört zu einem Klosterkomplex des Franziskanerordens, der neben Kirche und Kloster seit 1972 auch ein Altersheim umfasst. Der Architekt, der Franziskaner Serafino Da Roccascelima, entwarf die Kirche inspiriert von der Kirchenarchitektur Süditaliens, insbesondere der des 17. und 18. Jahrhunderts. Die Kirche ist in Form des lateinischen Kreuzes gebaut und hat drei Narthexe, Kuppel und Peristyle (Kolonnade). Der Glockenturm erhebt sich über einem quadratischen Grundriss.
Die Kirche liegt im nordöstlichen Bezirk von Larnaka an der ‘Terra Santa Street 1’ in Larnaka.